# Coleobonzia longispina
Coleobonzia longispina är en spindeldjursart som först beskrevs av Corpuz-Raros och Mauricio Garcia 1996.  Coleobonzia longispina ingår i släktet Coleobonzia och familjen Cunaxidae. Inga underarter finns listade i Catalogue of Life.